# 加鲁利亚
加鲁利亚（Garulia），是印度西孟加拉邦North Twentyfour Parganas县的一个城镇。总人口76309（2001年）。

## 人口
该地2001年总人口76309人，其中男性40600人，女性35709人；0—6岁人口7368人，其中男3840人，女3528人；识字率73.28%，其中男性为79.10%，女性为66.65%。